# Općina Komenda
Općina Komenda (slo.: Občina Komenda) je općina u središnjoj Sloveniji u pokrajini Gorenjskoj i statističkoj regiji Središnja Slovenija. Središte općine je naselje Komenda s 828 stanovnika. 

## Zemljopis
Općina Komenda nalazi se u središnjem dijelu Slovenije, sjeverno od Ljubljane. Sjevernim dijelom općina obuhvaća podnožje Kamniških Alpa, a većim, južnim Srednjoslovensku dolinu.
U općini vlada umjereno kontinentalna klima. U općini teče rječica Pšata. Svi manji vodotoci su pritoci ove rječice.

## Naselja u općini
Breg pri Komendi, Gmajnica, Gora pri Komendi, Klanec, Komenda, Komendska Dobrava, Križ, Mlaka, Moste, Nasovče, Podboršt pri Komendi, Potok pri Komendi, Suhadole, Žeje pri Komendi

## Vanjske poveznice
- Službena stranica općine